# Kirsten Holst
Pour les articles homonymes, voir Holst (homonymie).
Kirsten Holst, née le 18 mars 1936 à Lemvig au Danemark et morte le 22 septembre 2008 à Vejle, est un romancière danois, auteure de roman policier.

## Œuvre

### Romans
- De unge, de rige og de smukke (1976)
- Safty og smuglerne (1976)
- Døden rejser med (1977)
- Safty og minktyvene (1977)
- Ungerne og juvelrøverne (1977)
- Baggårdsrødderne (1978)
- Syv til alters (1978)
- Ungerne og sommerhusbanden (1978)
- Døden er en drøm (1979)
- Safty og mafiaen (1979)
- Ungerne til søs (1979)
- De lange skygger (1981)
- Også om mange år (1981)
- Det tomme hus (1982)
- Fabriks-hemmeligheden (1982)
- Når det regner på præsten (1983)
- Puslespil (1983)
- Safty og edb-mysteriet (1981)
- Se, døden på dig venter (1984)
- Damen i gråt (1985)
- Ishulen (1986)
- Min ven Thomas (1987)
- Dødens dunkle veje (1988)
- Det skal nok gå, Solomon (1989)
- Sov dukke Lise (1989)
- Som ringe i vandet (1991)
- Mysteriet om det levende lig (1992)
- I al sin glans og herlighed (1994)
- Rejsen til Betlehem (1996)
- ar det kærlighed (1996)
- Ludmilla og Klør Konge (1998)
- Mord i Skagen (1998)
- Var det mord? (1999)
- Nikki og bankrøverne (2001)
- Ludmilla på sporet (2002)
- in brors vogter (2006)
- Orkanen fra Hillerød (2007)

## Prix et distinctions

### Prix
- Prix Harald-Mogensen 2007 pour Sin brors vogter[1]